# 神奈川県埋蔵文化財センター
神奈川県埋蔵文化財センター（かながわけんまいぞうぶんかざいせんたー）は、神奈川県教育局生涯学習部文化遺産課が所管する、県内の遺跡や出土品などの埋蔵文化財の保護、収蔵、管理、活用を行う公共機関。いわゆる埋蔵文化財センターの1つ。横浜市南区中村町3丁目191-1に所在する。

## 概要
文化財保護法に定められ、地域史や文化の成り立ちを明らかにする上で欠くことのできない国民共有の財産とされる遺跡や遺物（いわゆる「埋蔵文化財」）を適切に収蔵・保管し、これらの公開、活用を通じて、神奈川県民の歴史や文化に対する理解を深めるための諸事業を行っている。
具体的には、神奈川県内の土地の開発などにより失われる埋蔵文化財の保護を目的とする発掘調査によって発見された、さまざまな時代の遺構や遺物（出土品）を、その調査段階から管理・調整のうえ収蔵・研究し、遺跡調査報告会や出土品展示会、考古学講座、子供向け考古学ワークショップなどを開催している。

## 施設
横浜市南区中村町3丁目に3階建ての本部ビルが所在する。正面入り口は古墳時代の円筒埴輪をイメージしたデザインとなっており、内部には事務室・図書館・収蔵庫・展示施設・イベントスペースが設けられている。なおこの建物は1982年（昭和57年）に第2回神奈川県下建築コンクールで優秀賞を受賞している。

### 展示施設
1階エントランスホールと3階の資料管理閲覧室で県内の遺跡から出土した土器や石器、鉄器などの遺物や遺構の剥ぎ取り標本などが常設展示されており、ミニ博物館としての役割を果たす。県内の発掘調査成果や貴重な考古資料を閲覧することが出来る。

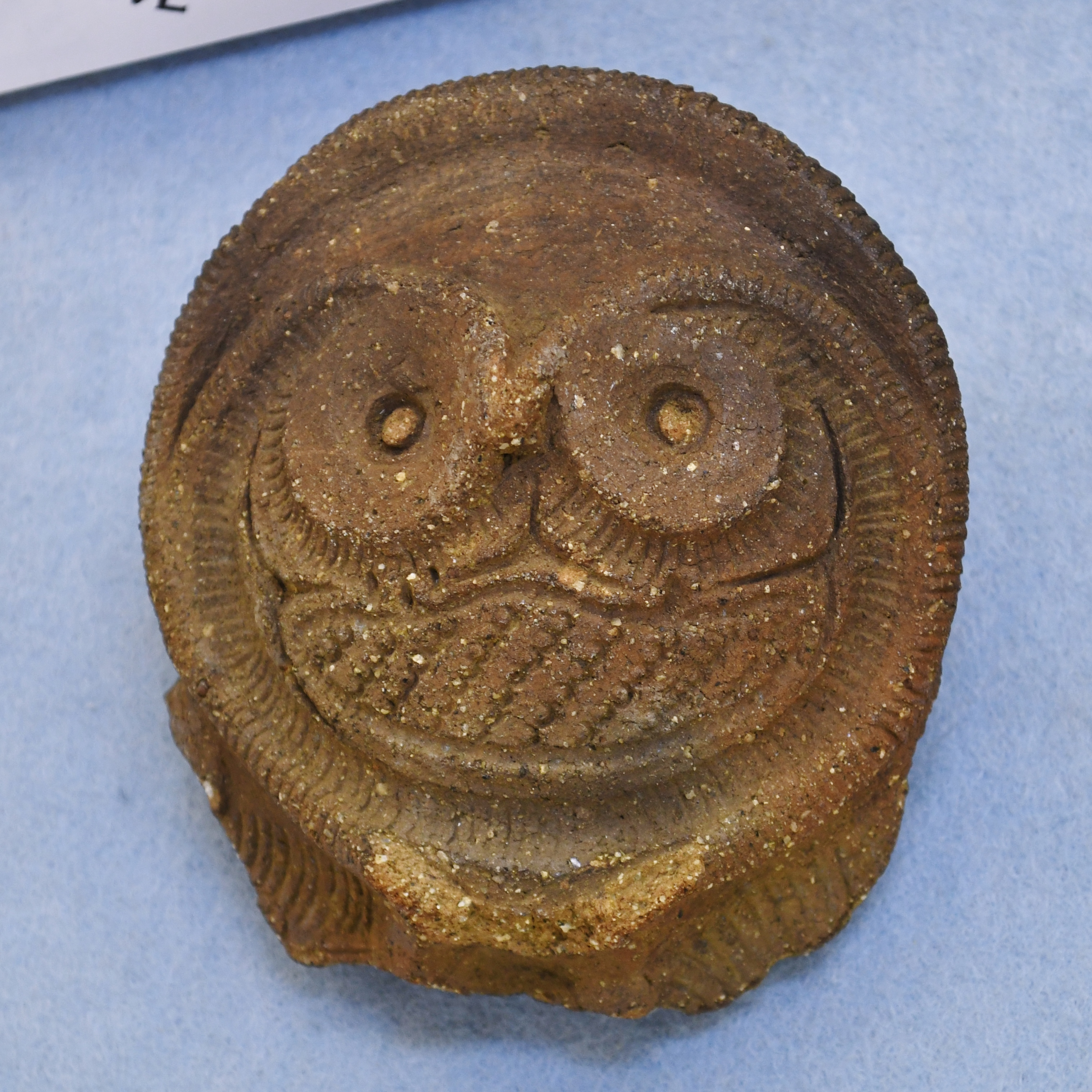
大地開戸遺跡出土 縄文土器 フクロウ形把手
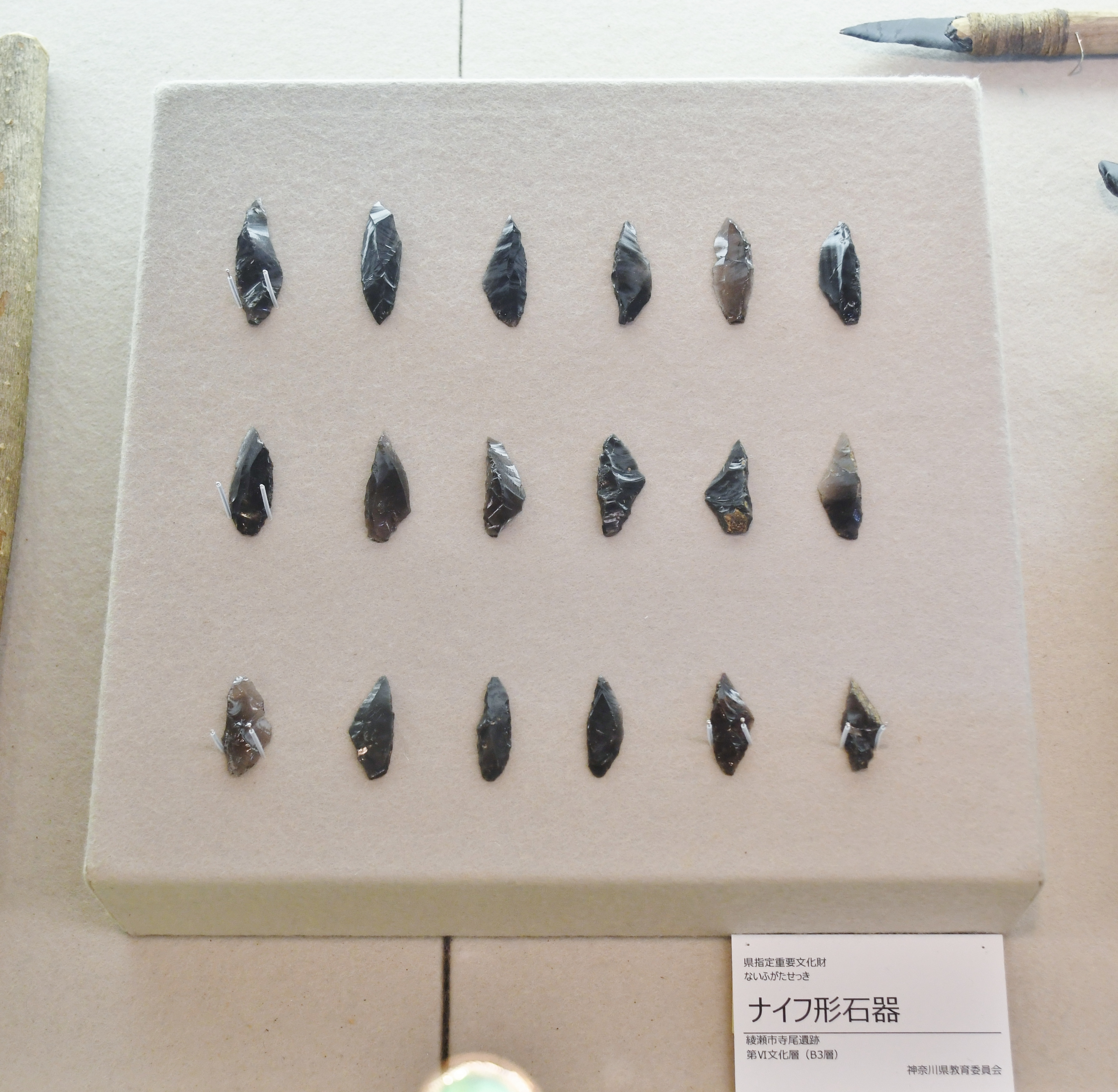
寺尾遺跡出土品（神奈川県指定重要文化財）
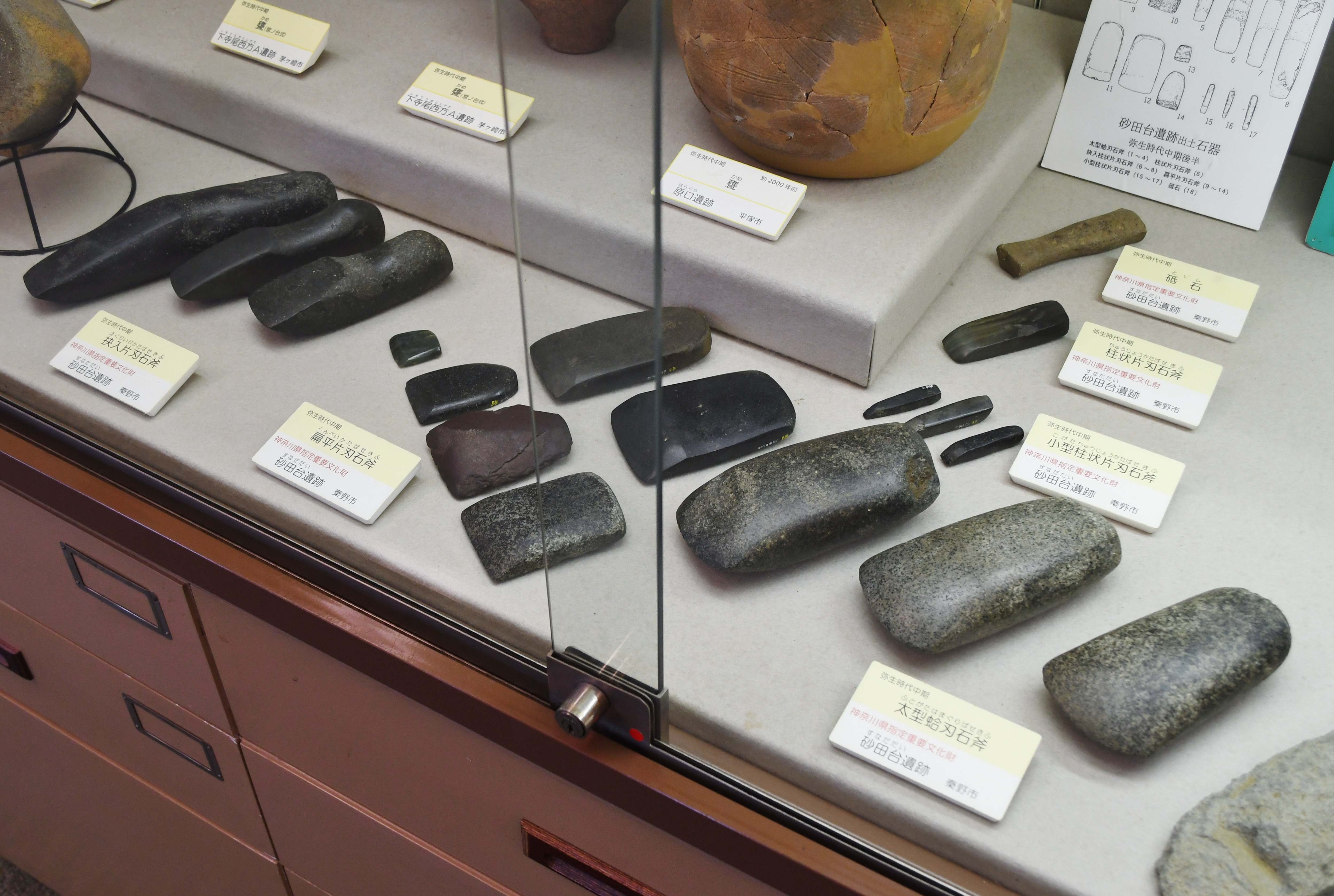
砂田台遺跡出土品（神奈川県指定重要文化財）

### 図書室
1階の図書室では、県内各地の発掘調査報告書（国や地方自治体、財団法人、民間調査組織による発掘調査を含む）や、埋蔵文化財・考古学に関する学術書籍を多数蔵書しており、閲覧することが出来る。神奈川県出身の考古学者赤星直忠の調査記録『赤星ノート』を所蔵する。

### イベントスペース
1階のスペースを利用し、勾玉作りなどの体験型ワークショップ、3階の会議室等で一般向け考古学講座やゼミを定期的に開催する。

## マスコットキャラクター
- じゅんちゃん - 相模原市（旧津久井町）の大地開戸遺跡（おおちがいといせき）[2]から出土した、縄文土器の「フクロウ形把手」（上記写真）がモデル[3][4]。